# Строма
Стро́ма (от греч. στρῶμα — подстилка) — основа (остов) паренхиматозного органа, состоящая из ретикулярной соединительной ткани (интерстиция); представляет собой мелкопетлистую трёхмерную сеть, в петлях которой расположена паренхима органа, имеются способные к размножению клетки (малодифференцированные клетки-предшественницы), а также волокнистые структуры, обусловливающие её опорное значение. В строме проходят кровеносные и лимфатические сосуды; элементы стромы играют и защитную роль, так как способны к фагоцитозу (клетки ретикуло-эндотелиальной системы). Из клеток стромы кроветворных органов развиваются красные и белые кровяные тельца, где строма выполняет функцию микроокружения для развивающихся форменных элементов крови.

## Другие значения
- Белковая основа эритроцитов.
- У многих сумчатых и несовершенных грибов строма, или ложе, — плотное сплетение гиф, на котором расположены спороношения — плодовые тела, или конидиеносцы.

- Цитоплазма хлоропластов  — бесцветная белковая основа, в которую погружена строго упорядоченная система мембран (тилакоидов) — носителей пигментов. В ней происходит темновая фаза фотосинтеза и конверсия углекислого газа в углеводы[1].